# Алейникова, Татьяна Вениаминовна
Татья́на Вениами́новна Але́йникова (26 января 1931 — 29 июня 2020) — российский учёный, нейрофизиолог, психофизиолог, психоаналитик, доктор биологических наук, профессор, академик Нью-Йоркской академии наук, профессор кафедры физиологии человека и животных ЮФУ.

## Биография
В 1954 году окончила биолого-почвенный факультет Ростовского государственного университета. Преподавала нормальную физиологию в Ростовском медучилище № 1. С 1960 года работает в РГУ. В 1958 году защитила кандидатскую диссертацию на тему: «О функциональном и анатомическом восстановлении коркового отдела зрительного анализатора после его удаления в раннем возрасте». В 1984 году защитила докторскую диссертацию на тему: «Переработка информации о признаках сигнала в зрительной системе лягушки».
Ученое звание профессора присвоено в 1985 году. Имеет около 300 публикаций, из них более 100 по психоанализу и психотерапии.
Действительный член Русского психоаналитического общества.

## Основные направления научной работы
- компенсация функций в нервной системе.
- корреляция электрофизиологических и цитохимических показателей функционального состояния нейронов.
- принципы кодирования и переработки информации в нервной системе.
- принципы психоанализа и механизмы психокоррекции эмоционального состояния человека.

## Книги Т. В. Алейниковой
- Алейникова Т. В. Психоанализ. — Ростов-на-Дону: Феникс, 2001. — 352 с. — ISBN 5-222-01274-3.
- Алейникова Т. В. Физиология центральной нервной системы: учеб. пособие. / Изд. 3-е, доп. и перераб. — Ростов-на-Дону: Феникс, 2006. — 376 с. — ISBN 5-222-10150-9.
- Алейникова Т. В. Возрастная психофизиология. Учебное пособие. — Ростов-на-Дону: Феникс, 2007. — 288 с. — ISBN 5-222-10149-5.

## Семья
- Иванников, Александр Геннадьевич (1955—2013) — сын, российский поэт[3].
- Журавлева, Татьяна Ивановна (1951) — невестка, российский поэт Татьяна Крещенская.
- Алейникова, Анна Юрьевна (1964) — дочь.